# Harpalus stepheni
Harpalus stepheni är en skalbaggsart som beskrevs av Ball. Harpalus stepheni ingår i släktet Harpalus och familjen jordlöpare. Inga underarter finns listade i Catalogue of Life.